# Natasha Richardson
Natasha Jane Richardson (Londra, 11 maggio 1963 – New York, 18 marzo 2009) è stata un'attrice britannica.

## Biografia
Figlia dell'attrice Vanessa Redgrave e del regista Tony Richardson, era sorella maggiore dell'attrice Joely e sorellastra dello sceneggiatore e regista Carlo Gabriel Nero, figlio del secondo marito della madre, l'attore italiano Franco Nero. I suoi genitori divorziarono quando aveva 4 anni. All'età di 11 anni scoprì che il padre era bisessuale e che aveva contratto l'AIDS, malattia che lo portò alla morte nel 1991.
Dopo la separazione dei genitori, la Richardson e la sorella rimasero a vivere con la madre, all'epoca affetta da alcolismo. Era inoltre nipote degli attori Rachel Kempson, Michael Redgrave, Lynn Redgrave, Kika Markham e Corin Redgrave e cugina di Jemma Redgrave. Fu anche la madrina di due figli adottivi di Mia Farrow. Nel 1998 vinse il Tony Award per la migliore attrice nel musical Cabaret per la regia di Sam Mendes.
Il 16 marzo 2009 l'attrice cadde su una pista di sci a Mont-Tremblant in Canada, mentre praticava una discesa accompagnata da un istruttore. Non mostrava ferite alla testa, ma poco più tardi iniziò ad accusare fortissime emicranie. Morì due giorni dopo, il 18 marzo 2009, all'età di 45 anni, al Lennox Hill Hospital di New York, per l'ematoma epidurale innescato dalla caduta. I suoi organi furono donati.

## Vita privata
Dal 1990 al 1992 fu sposata con l'attore Robert Fox. Dal 3 luglio 1994 fino alla morte fu moglie dell'attore Liam Neeson, dal quale ebbe due figli, Micheál (1995) e Daniel (1996). Come il marito, era molto amica dell'attore Ralph Fiennes con cui ha lavorato nei film La contessa bianca e Un amore a 5 stelle.

## Filmografia

### Cinema
- I seicento di Balaklava (The Charge of the Light Brigade), regia di Tony Richardson (1968)
- La polizia incrimina, la legge assolve, regia di Enzo G. Castellari (1973)
- Every Picture Tells a Story, regia di James Scott (1983)
- Gothic, regia di Ken Russell (1986)
- Un mese in campagna (A Month in the Country), regia di Pat O'Connor (1987)
- Patty - La vera storia di Patty Hearst (Patty Hearst), regia di Paul Schrader (1988)
- L'ombra di mille soli (Shadow Makers), regia di Roland Joffé (1989)
- Il racconto dell'ancella (The Handmaid's Tale), regia di Volker Schlöndorff (1990)
- Cortesie per gli ospiti (The Comfort of Strangers), regia di Paul Schrader (1990)
- Un pesce di color rosa (The Favour, the Watch and the Very Big Fish), regia di Ben Lewin (1991)
- Le mani della notte (Past Midnight), regia di Jan Ellasberg (1991)
- Tre vedove e un delitto (Widows' Peak), regia di John Irvin (1994)
- Nell, regia di Michael Apted (1994)
- Genitori in trappola (The Parent Trap), regia di Nancy Meyers (1998)
- Blow Dry, regia di Paddy Breathnach (2001)
- Chelsea Walls, regia di Ethan Hawke (2001)
- Amici di... letti (Waking Up in Reno), regia di Jordan Brady (2002)
- Un amore a 5 stelle (Maid in Manhattan), regia di Wayne Wang (2002)
- Follia (Asylum), regia di David Mackenzie (2005)
- La contessa bianca (The White Countess), regia di James Ivory (2005)
- Un amore senza tempo (Evening), regia di Lajos Koltai (2007)
- Wild Child, regia di Nick Moore (2008)

### Televisione
- Ellis Island, regia di Jerry London – miniserie TV (1984)
- Oxbridge Blues – serie TV, 1 episodio (1984)
- Screen Two – serie TV, 1 episodio (1985)
- Le avventure di Sherlock Holmes (The Adventures of Sherlock Holmes) – serie TV, episodio 1x08 (1985)
- Worlds Beyond – serie TV, 1 episodio (1987)
- Theatre Night – serie TV, 1 episodio (1987)
- Hostages, regia di David Wheatley – film TV (1992)
- Great Performances – serie TV, 1 episodio (1993)
- Zelda, regia di Pat O'Connor – film TV (1993)
- I racconti della cripta (Tales from the Crypt) – serie TV, 1 episodio (1996)
- The Man Who Came to Dinner, regia di Jay Sandrich – film TV (2000)
- Haven - Il rifugio (Haven), regia di John Gray – film TV (2001)
- The Mastersons of Manhattan, regia di James Burrows – film TV (2007)

### Doppiaggio
- The Great War and the Shaping of the 20th Century, regia di Carl Byker, Lyn Goldfarb e Isaac Mizrahi - miniserie TV (1996)
- Constantine's Sword, regia di Oren Jacoby (2007)
- The Wildest Dream, regia di Anthony Geffen (2010)

## Teatro
- On the Razzle di Tom Stoppard. West Yorkshire Playhouse di Leeds (1983)
- Top Girls di Caryl Churchill. West Yorkshire Playhouse di Leeds (1983)
- Charley's Aunt di Brandon Thomas. West Yorkshire Playhouse di Leeds (1983)
- Il gabbiano di Anton Čechov. Queen's Theatre di Londra, Theatre Royal di Bath (1985)
- Sogno di una notte di mezza estate di William Shakespeare. Regent's Park Open Air Theatre di Londra (1985)
- Amleto di William Shakespeare. Young Vic di Londra (1985)
- High Society di Cole Porter e Arthur Kopit. Victoria Palace Theatre di Londra (1987)
- Anna Christie di Eugene O'Neill. Criterion Center di Broadway (1993)
- Cabaret di John Kander e Fred Ebb, Studio 54 di Broadway (1998)
- Closer di Patrick Marber. Music Box Theatre di Broadway (1999)
- La donna del mare di Henrik Ibsen. Almeida Theatre di Londra (2003)
- Un tram che si chiama Desiderio di Tennessee Williams. Roundabout Theatre di Broadway (2005)
- A Little Night Music di Stephen Sondheim e Hugh Wheeler, Roundabout Theatre di New York (2009)

## Riconoscimenti
- Tony Award
  - 1993 – Candidatura per la miglior attrice protagonista in un'opera teatrale per Anna Christie
  - 1998 – Miglior attrice protagonista in un musical per Cabaret
- Drama Desk Award
  - 1993 – Candidatura per la miglior attrice in un'opera teatrale per Anna Christie
  - 1998 – Miglior attrice in un musical per Cabaret
  - 1999 – Candidatura per la miglior attrice non protagonista in un'opera teatrale per Closer
- Outer Critics Circle Award
  - 1993 – Miglior debutto per Anna Christie
  - 1998 – Miglior attrice in un musical per Cabaret
  - 1999 – Premio speciale per Closer
  - 2005 – Candidatura per la miglior attrice in un'opera teatrale per Un tram che si chiama Desiderio
- Theatre World Award
  - 1993 – Miglior debutto per Anna Christie

## Doppiatrici italiane
Nelle versioni in italiano delle opere in cui ha recitato, Natasha Richardson è stata doppiata da:
- Anna Cesareni in Cortesie per gli ospiti, Genitori in trappola, Amici di... letti
- Gabriella Borri in La contessa bianca, Un amore senza tempo
- Laura Boccanera in Un mese in campagna
- Pinella Dragani in Il racconto dell'ancella
- Cinzia De Carolis in Le mani della notte
- Rossella Izzo in Tre vedove e un delitto
- Silvia Pepitoni in Nell
- Roberta Greganti in Blow Dry - Never Better
- Isabella Pasanisi in Un amore a 5 stelle
- Emanuela Rossi in Follia, Wild Child
- Anita Bartolucci in Le avventure di Sherlock Holmes
- Alessandra Korompay in Haven - Il rifugio